# Lista över Etiopiens statsöverhuvuden

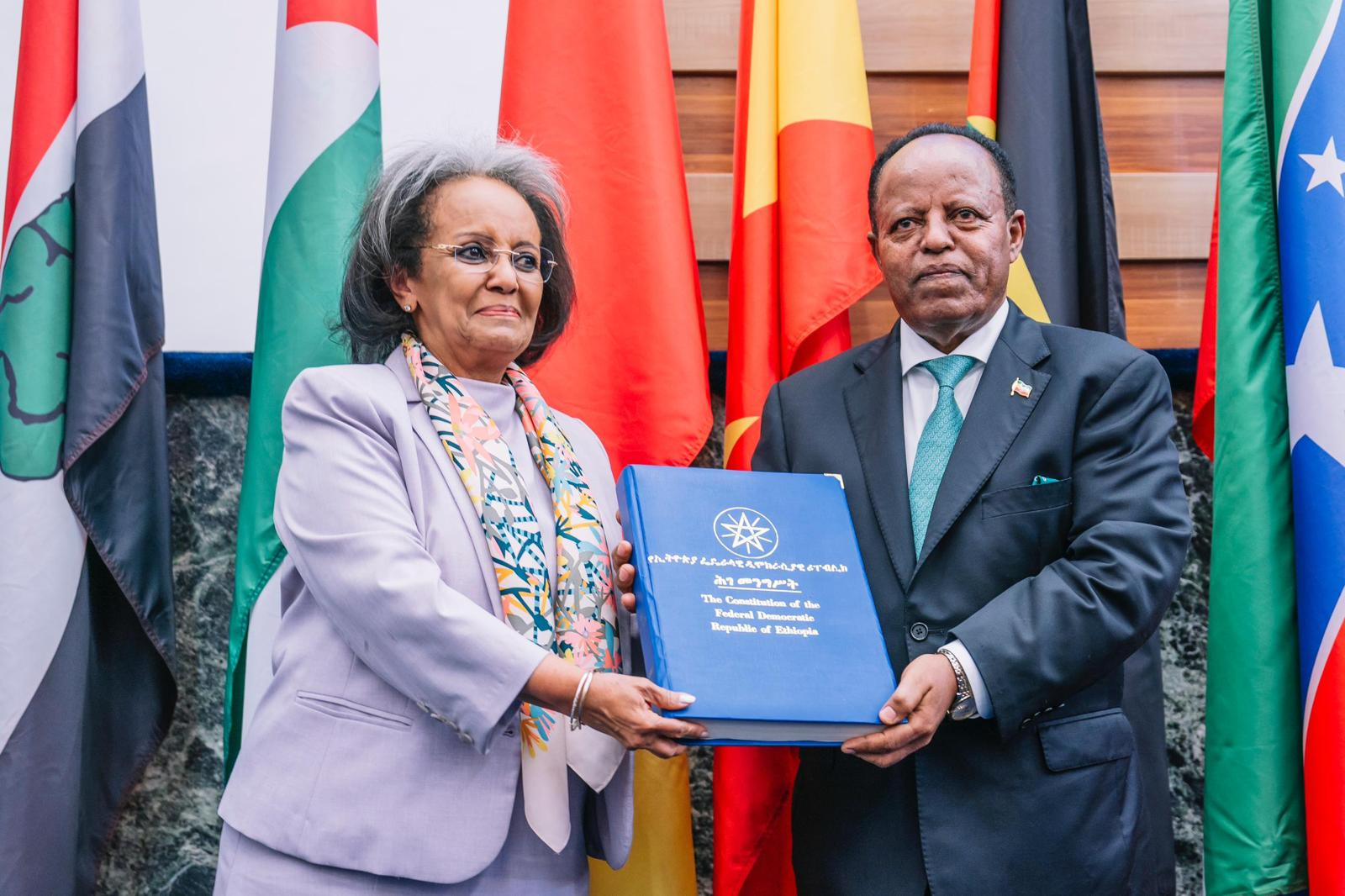
Den tidigare presidenten Sahle-Work Zewde tar emot tillträdande Taye Atske Selassie vid presidentceremonin 2024.

Detta är en lista över Etiopiens statsöverhuvuden.
Sedan 7 oktober 2024 är Taye Atske Selassie Etiopiens statsöverhuvud.

## Zagwe-dynastin
Årtalen för de tidiga kejsarna i Zagwe-dynastin är osäkra. Den tar sin början någon gång på 1100-talet.
| Namn                  |
| --------------------- |
| Mara Takla Haymanot   |
| Tatadim               |
| Jan Seyum             |
| Germa Seyum           |
| Yemrehana Krestos     |
| Kedus Harbe           |
| Gebre Mesqel Lalibela |
| Na'akueto La'ab       |
| Yetbarak              |
| Mairari               |
| Harbai                |

## Kejsardöme

Etiopiens statsvapen under dess siste kejsare, Haile Selassie.

| Namn                                   | Ämbetsperiod                         | Anmärkning                                      |
| -------------------------------------- | ------------------------------------ | ----------------------------------------------- |
| Yekuno Amlak (Tasfa Iyasus)            | 1270 – 1285                          |                                                 |
| Yagbe'u Seyon (Salomon I)              | 1285 – 1294                          |                                                 |
| Senfa Ared IV                          | 1294 – 1295                          |                                                 |
| Hezba Asgad                            | 1295 – 1296                          |                                                 |
| Qedma Asgad                            | 1296 – 1297                          |                                                 |
| Jin Asgad                              | 1297 – 1298                          |                                                 |
| Saba Asgad                             | 1298 – 1299                          |                                                 |
| Wedem Arad                             | 1299 – 1314                          |                                                 |
| Amda Seyon I (Gabra Masqal I)          | 1314 – 1344                          |                                                 |
| Newaya Krestos (Sayfa Ar'ed)           | 1344 – 1372                          |                                                 |
| Newaya Maryam (Wedem Asfare)           | 1372 – 1382                          |                                                 |
| Dawit I                                | 1382 – 1413                          |                                                 |
| Tewodros I (Walda Ambasa)              | 1413 – 1414                          |                                                 |
| Yeshaq I (Gabra Masqal II)             | 1414 – 1429                          |                                                 |
| Andreyas                               | 1429 – 1430                          |                                                 |
| Takla Maryam (Hezba Nan)               | 1430 – 1433                          |                                                 |
| Sarwe Iyasus (Mehreka Nan)             | 1433 – 1433                          |                                                 |
| Amda Iyasus (Badel Nan)                | 1433 – 1434                          |                                                 |
| Zara Yaqob (Konstantin I)              | 1434 – 1468                          |                                                 |
| Baeda Maryam I                         | 1468 – 1478                          |                                                 |
| Eskender (Konstantin II)               | 1478 – 1494                          |                                                 |
| Amda Seyon II                          | 1494 – 1494                          |                                                 |
| Na'od                                  | 1494 – 1508                          |                                                 |
| Dawit II (Lebna Dengel)                | 1508 – 1540                          |                                                 |
| Gelawdewos (Asnaf Sagad I)             | 3 september 1540 – 23 mars 1559      |                                                 |
| Menas (Admas Sagad I)                  | 1559 – 1563                          |                                                 |
| Sarsa Dengel (Malak Sagad I)           | 1563 – 1597                          |                                                 |
| Yaqob (Malak Sagad II)                 | 1597 – 1603                          |                                                 |
| Za Dengel (Asnaf Sagad II)             | 1603 – 1604                          |                                                 |
| Yaqob (Malak Sagad II)                 | 1604 – 1606                          |                                                 |
| Susenyos (Malak Sagad III)             | 1606 – 1632                          | Krönt den 18 mars 1608                          |
| Fasilides ('Alam Sagad)                | 1632 – 1667                          |                                                 |
| Yohannes I (A'ilaf Sagad)              | 1667 – 1682                          |                                                 |
| Iyasu I (Adyam Sagad II)               | 19 juli 1682 – 13 oktober 1706       |                                                 |
| Yeshaq Iyasu                           | 1685 – 1685                          | Antikejsare till Iyasu I                        |
| Tekle Haymanot I (Le'al Sagad)         | 27 mars 1706 – 30 juni 1708          |                                                 |
| Amda Seyon                             | september 1707 – september 1707      | Antikejsare till Tekle Haymanot I               |
| Tewoflos (Walda Ambasa)                | 1 juli 1708 – 14 oktober 1711        |                                                 |
| Nebahne Yohannes                       | 1709 – juli 1710                     | Antikejsare till Tewoflos                       |
| Yostos (Sahay Sagad)                   | 14 oktober 1711 – 19 februari 1716   | Störtade Tewoflos                               |
| Dawit III (Adabar Sagad)               | 8 februari 1716 – 18 maj 1721        |                                                 |
| Bakaffa (Asma Sagad eller Masih Sagad) | 18 maj 1721 – 1730                   |                                                 |
| Iyasu II ('Alem Sagad)                 | 19 september 1730 – 26 juni 1755     |                                                 |
| Hezqeyas                               | 1736 – 1737                          | Antikejsare till Iyasu II                       |
| Iyoas                                  | 26 juni 1755 – 7 maj 1769            |                                                 |
| Yohannes II                            | 7 maj 1769 – 18 oktober 1769         |                                                 |
| Tekle Haymanot II (Admas Sagad III)    | 18 oktober 1769 – juni 1770          |                                                 |
| Susenyos II                            | juni 1770 – december 1770            |                                                 |
| Tekle Haymanot II (Admas Sagad III)    | 18 oktober 1769 – 13 april 1777      |                                                 |
| Salomon II                             | 13 april 1777 – 20 juli 1779         |                                                 |
| Tekle Giyorgis (Feqr Sagad)            | 20 juli 1779 – 8 februari 1784       |                                                 |
| Iyasu III                              | 16 februari 1784 – 24 april 1788     |                                                 |
| Iyasu                                  | 1787 – 1788                          | Antikejsare till Iyasu III                      |
| Baeda Maryam                           | 1787 – 1788                          | Antikejsare till Iyasu III                      |
| Tekle Haymanot                         | februari 1788 – 1789                 | Antikejsare till Iyasu III                      |
| Tekle Giyorgis (Feqr Sagad)            | 24 april 1788 – 26 juli 1789         |                                                 |
| Hezqeyas                               | 26 juli 1789 – januari 1794          |                                                 |
| Tekle Giyorgis (Feqr Sagad)            | januari 1794 – 15 april 1795         |                                                 |
| Baeda Maryam II                        | 15 april 1795 – december 1795        |                                                 |
| Tekle Giyorgis (Feqr Sagad)            | december 1795 – 20 maj 1796          |                                                 |
| Salomon III                            | 20 maj 1796 – 15 juli 1797           |                                                 |
| Yonas                                  | 18 augusti 1797 – 4 januari 1798     |                                                 |
| Tekle Giyorgis (Feqr Sagad)            | 4 januari 1798 – 20 maj 1799         |                                                 |
| Salomon III                            | 20 maj 1799 – 15 juli 1799           |                                                 |
| Demetros                               | 25 juli 1799 – 24 mars 1800          |                                                 |
| Tekle Giyorgis (Feqr Sagad)            | 24 mars 1800 – juni 1800             |                                                 |
| Demetros                               | juni 1800 – juni 1801                |                                                 |
| Egwale Seyon (Newaya Sagad)            | 1801 – 3 juni 1818                   |                                                 |
| Iyoas II                               | 19 juni 1818 – 3 juni 1821           |                                                 |
| Gigar                                  | 3 juni 1821 – april 1826             |                                                 |
| Baeda Maryam III                       | april 1826 – april 1826              |                                                 |
| Gigar                                  | april 1826 – 18 juni 1830            |                                                 |
| Iyasu IV                               | 18 juni 1830 – 18 mars 1832          |                                                 |
| Gebre Krestos                          | 18 mars 1832 – 1832                  |                                                 |
| Sahla Dengel                           | 1832 – 1832                          |                                                 |
| Gebre Krestos                          | 1832 – 8 juni 1832                   |                                                 |
| Sahla Dengel                           | 1832 – 1840                          |                                                 |
| Egwale Anbesa                          | 1832 – 1832                          | Antikejsare till Sahla Dengel                   |
| Yohannes III                           | 1840 – 1841                          |                                                 |
| Sahle Dengel                           | 1841 – 1845                          |                                                 |
| Yohannes III                           | 1845 – 1845                          |                                                 |
| Sahle Dengel                           | 1845 – 1850                          |                                                 |
| Yohannes III                           | 1850 – 1851                          |                                                 |
| Sahle Dengel                           | 1851 – 11 februari 1855              |                                                 |
| Tewodros II (Theodor II)               | 9 februari 1855 – 13 april 1868      |                                                 |
| Tekle Giyorgis II                      | 11 juni 1868 – 11 juli 1871          |                                                 |
| Yohannes IV                            | 11 juli 1871 – 9 mars 1889           |                                                 |
| Menelik II                             | 9 mars 1889 – 12 december 1913       |                                                 |
| Iyasu V                                | 12 december 1913 – 27 september 1916 |                                                 |
| Zauditu                                | 27 september 1916 – 2 april 1930     |                                                 |
| Haile Selassie                         | 3 april 1930 – 12 september 1974     |                                                 |
| Asfa Wossen                            | 12 september 1974 – 21 mars 1975     | Kejsare på papperet, regerade inte i praktiken. |

## Republik
| Namn                  | Ämbetsperiod                         | Titel                                  |
| --------------------- | ------------------------------------ | -------------------------------------- |
| Aman Mikael Andom     | 12 september – 17 november 1974      | Ordförande i provisoriska militärrådet |
| Mengistu Haile Mariam | 17 november – 28 november 1974       | Ordförande i provisoriska militärrådet |
| Tafari Benti          | 28 november 1974 – 3 februari 1977   | Ordförande i provisoriska militärrådet |
| Mengistu Haile Mariam | 11 februari 1977 – 10 september 1987 | Ordförande i provisoriska militärrådet |
| Mengistu Haile Mariam | 10 september 1987 – 21 maj 1991      | President                              |
| Tesfaye Gebre Kidan   | 21 maj – 28 maj 1991                 | Tillförordnad president                |
| Meles Zenawi          | 28 maj 1991 – 22 augusti 1995        | Interimspresident                      |
| Negasso Gidada        | 22 augusti 1995 – 8 oktober 2001     | President                              |
| Wolde-Giorgis Girma   | 8 oktober 2001 – 7 oktober 2013      | President                              |
| Mulatu Teshome        | 7 oktober 2013 – 25 oktober 2018     | President                              |
| Sahle-Work Zewde      | 25 oktober 2018 – 7 oktober 2024     | President                              |
| Taye Atske Selassie   | 7 oktober 2024 –                     | President                              |